# Howie Mandel

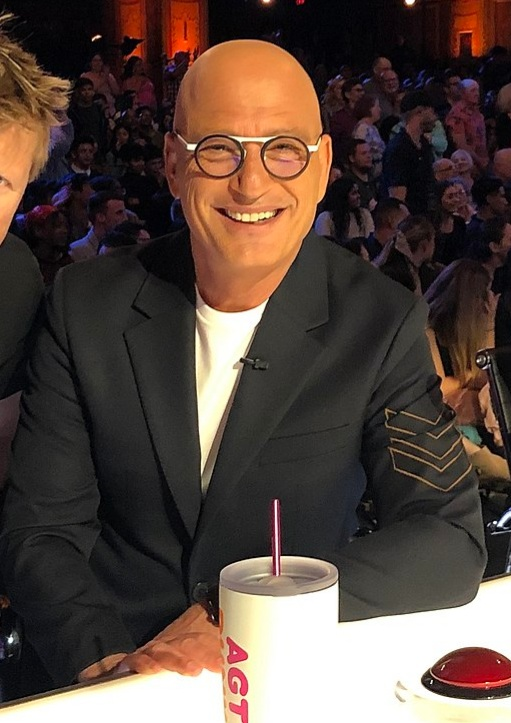
Howie Mandel (2021)

Howard Michael „Howie“ Mandel (* 29. November 1955 in Toronto, Ontario) ist ein kanadischer Komiker, 
Schauspieler, Synchronsprecher und Fernsehmoderator. Er wurde bekannt als Moderator der Spielshow Deal or No Deal 
in den Vereinigten Staaten und Kanada sowie als Jurymitglied von America’s Got Talent.

## Leben
Mandel ist der Sohn von Al Mendel und Evy Mandel und wurde in Toronto geboren und wuchs in der Gegend von Willowdale in Toronto, Ontario, auf. Seine Vorfahren sind aus Rumänien und Polen eingewanderte Juden. Er ist ein entfernter Cousin des israelischen Geigers Itzhak Perlman.
Sein Vater Al Mendel war ein Hersteller von Beleuchtung und Immobilienmakler. 
Mandel besuchte das „William Lyon Mackenzie Collegiate Institute“, wo er von der Schule verwiesen wurde, weil er sich als Schulbeamter ausgab 
und eine Baufirma beauftragte, einen Anbau an die Schule zu bauen. Danach arbeitete er als Teppichverkäufer. Er war Stand-up-Comedian in dem
Yuk Yuk's in Toronto, und im September 1978 wurde er für eine Woche als Hauptdarsteller gebucht, der als „ein wilder und verrückter Borderline-Psychotiker“ bezeichnet wurde. 
Zu seinem Repertoire gehörte es, sich einen Latexhandschuh über den Kopf zu ziehen und ihn durch Pusten durch die Nase aufzublasen, wobei die 
Finger des Handschuhs wie ein Hahnenkamm über seinen Kopf ragten. Wenn das Publikum auf diese und ähnliche Possen lautstark reagierte, war es 
sein Markenzeichen, die Arme mit den Handflächen nach oben auszustrecken, ungläubig zu schauen und zu sagen: „Du bist es“.
Auf einer Reise nach Los Angeles trat Mandel im „Comedy Store“ auf, was dazu führte, dass er als regelmäßiger Darsteller engagiert wurde. Ein 
Produzent der Comedy-Show „Make Me Laugh“ sah ihn dort und buchte Mandel für mehrere Auftritte während der Laufzeit der Show in den Jahren 1979 
und 1980. Im Sommer 1979 wurde er als Vorgruppe für David Letterman gebucht.
Der Leiter des Varietéprogramms von CBC-TV sah seinen Auftritt im Oktober 1979 und verpflichtete ihn sofort für ein TV-Special. 1980 erhielt 
er die Hauptrolle in dem kanadischen Film „Gas“, in dem Susan Anspach und Donald Sutherland mitspielten. Mandel war einer der ersten „VeeJays“, die in der Musikvideoserie „PopClips“ von Nickelodeon auftraten.
Mandel sprach den Charakter Gizmo im Film Gremlins – Kleine Monster von 1984 und der Fortsetzung Gremlins 2 – Die Rückkehr der kleinen Monster von 1990. 1987 spielte Mandel an der Seite von Amy Steel in der Komödie Walk Like a Man mit. Von 1982 bis 1988 spielte Mandel Dr. Wayne Fiscus in der NBC-Krankenhaus-Serie Chefarzt Dr. Westphall. Darüber hinaus erschuf er die Kinderzeichentrickserie Bobby’s World und spielt auch in dieser mit.
Seit 2010 ist er Juror bei America’s Got Talent, seit 2022 auch bei Canada’s Got Talent. Seit 2005 moderiert er die US-amerikanische Spielshow Deal or No Deal, im Jahr 2007 zudem das kanadische Pendant Deal or No Deal Canada. Seit 2022 ist er Moderator der Netflix-Show Bullsh*t the Game Show.
Im Februar 2023 nahm Mandel als Rock Lobster an der neunten Staffel der US-amerikanischen Version von The Masked Singer teil, in der er den 19. Platz erreichte.

## Filmografie

### Filme
- 1981: Gas
- 1983: The Funny Farm
- 1984: Gremlins – Kleine Monster (Gremlins)
- 1985: Where Did I Come From?
- 1986: Ärger, nichts als Ärger (A Fine Mess)
- 1987: Bobo (Walk Like a Man)
- 1989: Little Monsters
- 1990: Gremlins 2 – Die Rückkehr der kleinen Monster (Gremlins 2: The New Batch)
- 1994: Magic Kid 2
- 2000: Tribulation
- 2000: Die Geschichte vom Teddy, den niemand wollte (The Tangerine Bear)
- 2000: The Tangerine Bear: Home in Time for Christmas!
- 2000: Spin Cycle
- 2002: Hänsel und Gretel
- 2004: Pinocchio 3000
- 2007: Room Service
- 2012: Committed
- 2012: Noah
- 2013: When Jews Were Funny
- 2014: Gone South: How Canada Invented Hollywood
- 2015: Being Canadian
- 2017: Where Have You Gone, Lou DiMaggio?
- 2017: Gilbert
- 2017: Killing Hasselhoff
- 2017: On My Way Out: The Secret Life of Nani and Popi
- 2019: I Am Richard Pryor
- 2019: Christmas Magic
- 2020: The Howie Mandel Project
- 2020: John Pinette: I Go Now

### Fernsehen
- 1982–1988: Chefarzt Dr. Westphall (St. Elsewhere, 137 Episoden)
- 1984: Match Game-Hollywood Squares Hour
- 1984: School
- 1984: The Princess Who Had Never Laughed
- 1984: Welcome to the Fun Zone
- 1984–1985: Jim Henson’s Muppet Babies (Muppet Babies, 26 Episoden)
- 1985: Howie Mandel: Live from Carnegie Mall
- 1985: Little Muppet Monsters
- 1985–1986: Faerie Tale Theatre (2 Episoden)
- 1986: The Young Comedians All-Star Reunion
- 1986: David Letterman's 2nd Annual Holiday Film Festival
- 1987: Howie from Maui
- 1990: Carol & Company
- 1990: Mother Goose Rock ’n’ Rhyme
- 1990–1991: Good Grief (13 Episoden)
- 1990–1998: Bobby’s World (81 Episoden)
- 1991: Howie and Rose
- 1992: Howie
- 1992: The Amazing Live Sea Monkeys
- 1993: David Copperfield
- 1994: In Search of Dr. Seuss
- 1995: Homicide (Homicide: Life on the Street, 1 Episode)
- 1995: The Ben Stiller Show (1 Episode)
- 1995: Howie Mandel’s Sunny Skies
- 1995: Highjacker
- 1995: Hello There
- 1995: Brunch
- 1996: Bless This House
- 1996: Superman – Die Abenteuer von Lois & Clark (Lois & Clark: The New Adventures of Superman, 1 Episode)
- 1997: Outer Limits – Die unbekannte Dimension (The Outer Limits, 1 Episode)
- 1998: Die Nanny (The Nanny, 1 Episode)
- 1998–1999: The Howie Mandel Show
- 1999: Sunset Beach
- 1999: Jackie’s Back!
- 2000: Timothy Tweedle the First Christmas Elf
- 2001: Spinning Out of Control
- 2003: Untitled Howie Mandel Project
- 2004: Crown Heights
- 2002–2003: Hollywood Squares (25 Episoden)
- 2005: Hidden Howie: The Private Life of a Public Nuisance
- 2005: Punk’d (1 Episode als Executive Producer)
- 2005–2019: Deal or No Deal
- 2006: Las Vegas (1 Episode)
- 2006: MADtv (1 Episode)
- 2006: Studio 60 on the Sunset Strip (1 Episode)
- 2006: The Great American Christmas
- 2006: The Great Polar Bear Adventure
- 2007: Medium – Nichts bleibt verborgen (Medium, 1 Episode)
- 2007: WWE Raw (1 Episode)
- 2007: Deal or No Deal Canada
- 2007: The Bronx Bunny Show (1 Episode)
- 2007: Sesamstraße (1 Episode)
- 2007: My Name Is Earl (1 Episode)
- 2008: Free Radio
- 2008: Monk (2 Episoden)
- 2009: Howie Do It (19 Episoden)
- 2010: The Marriage Ref
- 2010: The Dating Guy
- seit 2010: America's Got Talent
- 2011: Flipping Dixie
- 2011: Take Two with Phineas and Ferb
- 2011: America’s Most Wanted (1 Episode)
- 2011–2013: Mobbed
- 2012: What Would You Do?
- 2012: The Big Bang Theory (1 Episode)
- 2012: Take It All
- 2012: D.L. Hughley: The Endangered List
- 2013: Betty White's Off Their Rockers (1 Episode)
- 2013: Howie Mandel & Germ-Free Friends
- 2013: Fugget About It (1 Episode)
- 2013–2014: Deal with It
- 2014: Pioneers of Television
- 2014: Joke or Choke
- 2014: Last Comic Standing
- 2015: Tanked
- 2015: 7 Days in Hell
- 2015: Impractical Jokers
- 2016: Roadtrip Nation
- 2017: Small Shots
- 2017: Superstore (1 Episode)
- 2017: Caraoke Showdown
- 2017–2019: Funny You Should Ask (53 Episoden)
- 2018: This Is Not Happening (1 Episode)
- 2018: Robot Chicken (1 Episode)
- 2018: Game Changers
- 2018: Inside Jokes (2 Episoden)
- 2018–2019: Howie Mandel’s Animals Doing Things
- 2019–2020: America's Got Talent: The Champions
- 2019: Howie Mandel Presents: Howie Mandel at the Howie Mandel Comedy Club
- 2019: The X Factor: Celebrity
- 2019: Harley Quinn (1 Episode)
- 2020: The Search for Canada's Game Shows
- 2021: Game theory live for St.Jude
- seit 2022: Canada's Got Talent
- 2022: Bullsh*t The Game Show